# Monkton (Vermont)
Pour les articles homonymes, voir Monkton.
Monkton est une ville américaine située dans le Comté d'Addison, dans le Vermont. Selon le recensement de 2020, sa population est de 2 079 habitants.